# Hospital Universitário de Linköping
O Hospital Universitário de Linköping (em sueco:  Universitetssjukhuset i Linköping) fica situado na cidade de Linköping, na Suécia. Serve como hospital de proximidade das comunas do centro do condado da Östergötland e como hospital regional especializado dos condados da Östergötland, Kalmar e Jönköping. O hospital mantem uma cooperação institucional com a Universidade de Linköping nos domínios do ensino e da pesquisa médica.